# Afërdita Dreshaj
Afërdita Dreshaj (Podgorica, 19 luglio 1986) è una modella e cantante kosovara, incoronata Miss Kosovo Universo a Pristina il 15 gennaio 2011.
Grazie a tale vittoria, la modella kosovara ha avuto la possibilità di rappresentare il Kosovo a Miss Universo 2011, che si è tenuto a San Paolo, in Brasile il 2 settembre 2011, e dove la modella si è classificata fra le prime sedici finaliste.

## Biografia
Afërdita Dreshaj è nata a Podgorica. Il suo album di debutto è stato Just Kiss Me, che ha avuto successo in Albania e Kosovo.
Afërdita ha vinto il concorso nazionale Miss Universo Kosovo per determinare la rappresentante del Kosovo a Miss Universo 2011, che si è svolto a San Paolo del Brasile. Afërdita è la quarta donna a rappresentare il Kosovo a Miss Universo. Inoltre, lei non ha solo vinto il concorso di Miss Universo Kosovo, ma anche il titolo di Miss Press. Afërdita parla correttamente l'albanese, l'inglese e il francese. Nel 2012 è stata impegnata nel programma Dancing with the Stars Albania, che vedeva tra le concorrenti anche le cantanti Elvana Gjata e Adelina Tahiri.
Afërdita Dreshaj ha avuto una relazione con il cantante albanese Shpat Kasapi, finalista del Festivali i Këngës 47.

## Discografía
- 2010 - Just Kiss Me